# Ourapteryx cretea
Ourapteryx cretea är en fjärilsart som beskrevs av Swinhoe 1902. Ourapteryx cretea ingår i släktet Ourapteryx och familjen mätare. Inga underarter finns listade i Catalogue of Life.